# Guillermo Lehmann
Guillermo Lehmann (20 de agosto de 1840, Sigmaringendorf, Baden-württemberg, Alemania - 10 de octubre de 1886, Buenos Aires, Argentina) fue un empresario y periodista nacido en Alemania pero de nacionalidad suiza que, establecido en Esperanza, se dedicó a la colonización de la provincia fundando varias localidades entre ellas Rafaela, Ataliva, Pilar, Humberto Primo, Susana, Angélica y Lehmann.

## Biografía

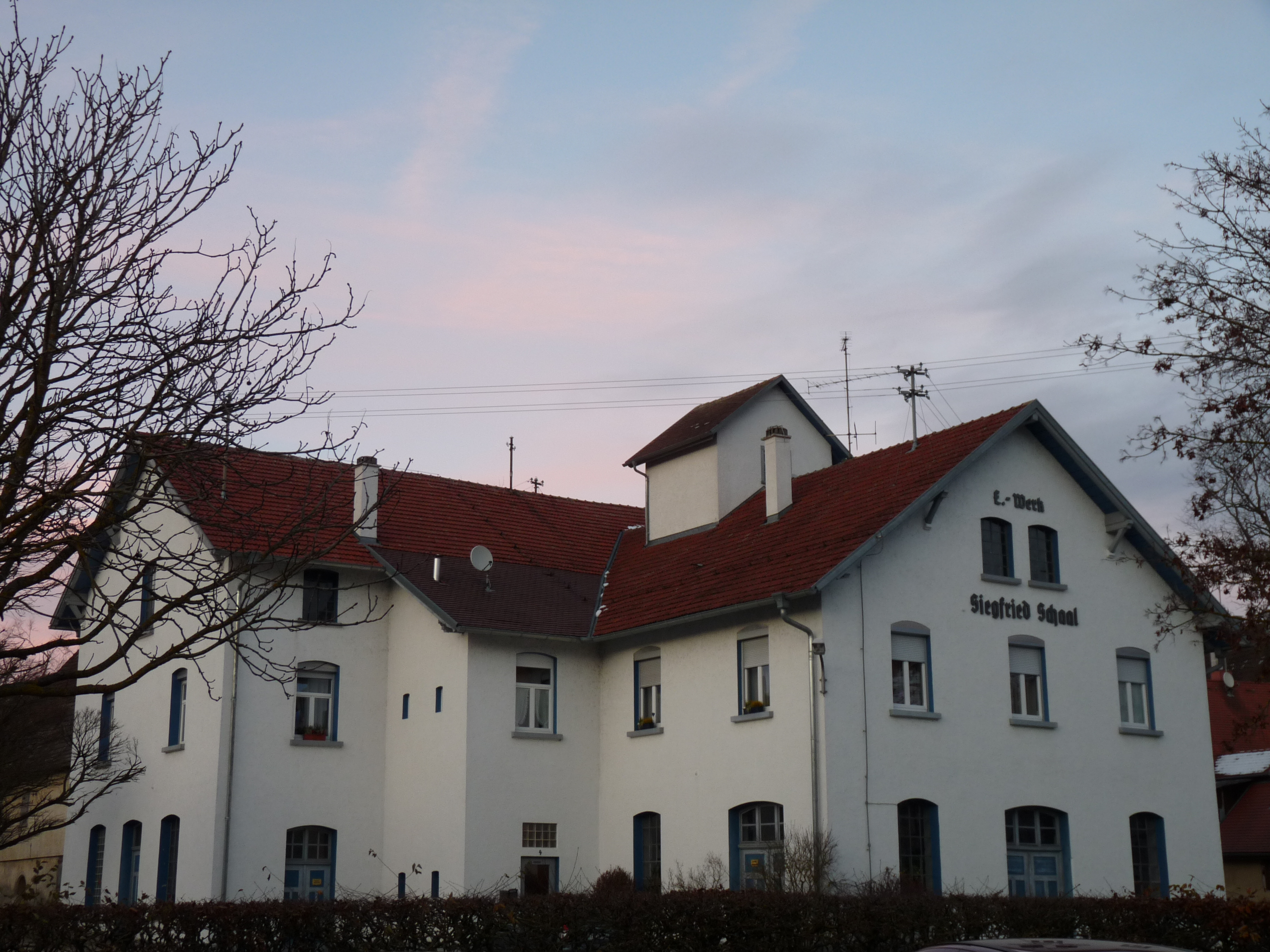
Casa natal en Sigmaringendorf, Alemania.

Nació en Sigmaringendorf, localidad del sur de Alemania más exactamente en Sigmaringen, Baden-Wurttemberg donde residieron transitoriamente sus padres Diethelm y Ana Stiefel padres a su vez del ingeniero Ulrich Lehmann (Suiza 1835-Buenos Aires 30/6/1905). Su padre Dieter Lehmann ocupaba el cargo de jefe de hilandero en un fábrica y era natural de la comuna de Töss en Winterthur Suiza. Su padre inscribió a Guillermo, como a sus hermanos, en el registro de familia de Töss por lo que mantuvieron el derecho a la ciudadanía suiza.
A la edad de 20 años decide emigrar a la Argentina. Y en 1862 se trasladó a Buenos Aires con una representación comercial, y luego en 1864 a Santa Fe, donde junto a otros empresarios fue proveedor del Ejército Argentino durante la guerra de la Triple Alianza.
Fijó su residencia en la localidad de Esperanza (Santa Fe), a 40 km de la Capital de provincia, donde instaló su empresa colonizadora mediante la cual desde 1875 hasta 1886 se dedicó a la colonización en gran escala. Fundó 16 prósperas colonias entre las que se destaca Rafaela, que es actualmente un polo de desarrollo económico reconocido no solo a nivel provincial y nacional, sino también internacional por la calidad y tecnología de punta de sus productos industriales exportados.

## Periodista
Lehmann organizó en 1877 la imprenta "Esperanza", donde entre otras cosas, fundó y editó el diario "El Colono del Oeste" desde el cual se difundían notas de interés, informaciones de utilidad práctica y leyes y ordenanzas referidas a la agricultura, ganadería, las actividades industriales y todo aquello que contribuyera al desarrollo de las colonias.
Diario que aún esta en vigencia.

## Funcionario Público
En Esperanza fue también Escribano Público y de Número, juez de paz, Jefe Político y Presidente del Concejo Municipal, construyéndose bajo su gestión el Palacio Municipal de Esperanza.
Su capacidad y dinamismo, al lado de sus importantes realizaciones y sus vinculaciones políticas, motivaron que el gobierno nacional lo designara “Encargado Nacional para fomentar la Inmigración Europea en la República Argentina”, lo que le fue comunicado por Jonás Larguía el 4 de enero de 1876.

## La Empresa Colonizadora
La "Empresa Colonizadora Guillermo Lehmann" comenzó sus actividades en 1869 con la subdivisión de Cavour, y tuvo un período de auge entre 1875 y 1886, aunque luego de la muerte de su iniciador continuó siendo administrada por su viuda, Ángela de la Casa de Lehmann, hasta su disolución en 1893.
Desde el escritorio instalado en su residencia en Esperanza, que por sus dimensiones y lujo era denominada “Palacio Lehmann” dirigió Guillermo Lehmann su compañía, cuyo personal estaba compuesto por numerosos peones, alambradores, agrimensores, empleados administrativos y administradores y mantuvo vinculaciones comerciales con importantes terratenientes de la época, con quienes celebró convenios de colonización o compra de campos, como Manuel Quintana, Gregorio Torres Quintero, Ataliva Roca, Carlos Saguier, Félix Egusquiza, Marcelino Mesquita, José M. Muñiz, Agustín y Mariano Cabal, etc.
Muchos de los nombres de sus colonias homenajearon la amistad brindada por sus socios; por ejemplo Pilar por la madre de Mariano Cabal, Rafaela por Rafaela Rodríguez de Egusquiza, “Aurelia” por doña Aurelia de Arrotea Alvear de Saguier, “Susana” por Susana Rodríguez de Quintana, etc.

## Actividad Industrial
Su actividad industrial incluyó la construcción de un Destilatorio a Vapor, construido para industrializar productos agrícolas y aumentar su valor agregado, ante los altos costos del transporte por la inexistencia, aún en aquella época, de ferrocarriles. 
En 1880 obtuvo en la Exposición Francesa, en París, un Diploma de Honor y Medalla por el aguardiente elaborado en su destilatorio y que le fueron entregados a través del Consulado de Francia.

## Prosperidad de Las Colonias
Nada dejó por hacer Guillermo Lehmann en pos del éxito de sus colonias, y por eso quiso en ellas Iglesias y escuelas, se preocupó por el establecimiento de comercios, herrerías y carpinterías a ubicar en las inmediaciones de las plazas pueblerinas, armó a los colonos para su defensa, colaboró en el mantenimiento de fortines junto al Gobierno y gestionó la designación de jueces de paz, y utilizando su influencia y amistades no dudó en bregar por la instalación en Las colonias de sucursales del Banco Nacional y la construcción de ferrocarriles que las comunicaran.
Los fortines privados organizados por Lehmann fueron un importante factor que promovió su obra colonizadora, reconocida por el Gobierno Nacional al ordenar en 1882 a través del Ministerio de Guerra y Marina la entrega de 50 fusiles "Mauser" a su Empresa.
Anticipándose a la construcción del Ferrocarril de Santa Fe a Las Colonias hizo diseñar construir un importante granero en la localidad de Pilar para acopiar las cosechas de la región, y previsto para facilitar su carga y descarga desde los vagones del mencionado ferrocarril.

## Fallecimiento
Luego de su muerte acaecida el 10 de octubre de 1886 en Buenos Aires, su esposa Ángela continuó con la administración de la Empresa, ayudada posteriormente por sus hijos José Guillermo, Rodolfo Lehmann (quien fue gobernador de Santa Fe desde 1916 a 1919), María de los Ángeles y María Luisa.
Como esa continuidad de la empresa quedaron fundadas las localidades de San Guillermo y Villa Trinidad.
Fue enterrado en el panteón familiar en Esperanza, y posteriormente con la correspondiente autorización de la familia se trasladaron sus restos a un mausoleo en el Museo Histórico de Rafaela, y luego a un Templete en el cementerio municipal de Rafaela
- Datos: Q121531
- Multimedia: Guillermo Lehmann / Q121531